# Extatosoma
Extatosoma is een geslacht van wandelende takken uit de familie Phasmatidae. De wetenschappelijke naam van dit geslacht is voor het eerst geldig gepubliceerd in 1833 door Gray.

## Soorten
Het geslacht Extatosoma omvat de volgende soorten:
- Extatosoma popa Stål, 1875
- Extatosoma tiaratum (Macleay, 1826)